# The Phantom Agony (chanson)
Pour l'album, voir The Phantom Agony.
Singles de Epica
Feint
(2004)
The Phantom Agony est le premier single du groupe de metal symphonique Epica.

## Liste des titres
1. The Phantom Agony (version single)
2. Veniality
3. Façade of Reality
4. Veniality (version orchestrale)